# سكان اليابان
بلغ تعداد سكان اليابان بحلول يونيو 2008 حوالي 127.7 مليون نسمة، وهذا يجعل اليابان عاشر دولة من حيث عدد السكان، جاء هذا العدد الكبير من السكان بسبب الولادات الكثيرة في القرنين التاسع عشر والعشرون. إلا أنه في الآونة الأخيرة قد تراجع عدد الولادات في اليابان ليبدأ تناقص عدد السكان على الرغم من أن مأمول الحياة في اليابان يعتبر من الأعلى في العالم بمعدل 81.25 عام في عام 2006 
.

## التوزيع المدني
يتركز معظم النشاط السكاني في اليابان في المدن، بوجود 5% فقط من القوة العاملة تعمل في الزراعة. حيث أن معظم المزارعين يعملون عمل إضافيا في المدن أو البلدات المجاورة. يتركز أكثر م 80% من سكان اليابان على الشاطئ الشرقي لجزيرة هونشو، حيث يبلغ عدد سكان مركز طوكيو-يوكوهاما 35 مليون نسمة وتعد أكثر مدن العالم سكاناً.

## لغات
تعتبر اليابان دولة متجانسة لغويا، تستخدم اللغة اليابانية بشكل رئيسي في اليابان، حيث يبلغ متحدثي اللغة اليابانية في اليابان حوالي 99% من عدد السكان.

## معدل الولادات
في فبراير 2007 أعلنت الحكومة عن أكبر عدد للولادات خلال أربعين عام حدثت في عام 2006 حيث بلغ عدد المواليد 33500 مولود في ذلك العام.

## وصلات خارجية
- الحوافز المالية للاطفال باليابان قد تجذب الاصوات ولن تزيد المواليد، مصراوي نقلا عن رويترز، 8 فبراير 2009